# Katnaghbyur, Lori
Katnaghbyur là một đô thị thuộc tỉnh Lori, Armenia. Dân số ước tính năm 2011 là 987 người.